# 1re brigade d'infanterie sud-africaine
Pour les articles homonymes, voir 1re brigade.
La  1re brigade d'infanterie sud-africaine est une unité de l'armée de l'Union sud-africaine qui combattit sur le front occidental lors de la Première Guerre mondiale. Elle était composée exclusivement de soldats de souche européenne.

## Histoire

### Création de la1rebrigadesud-africaine

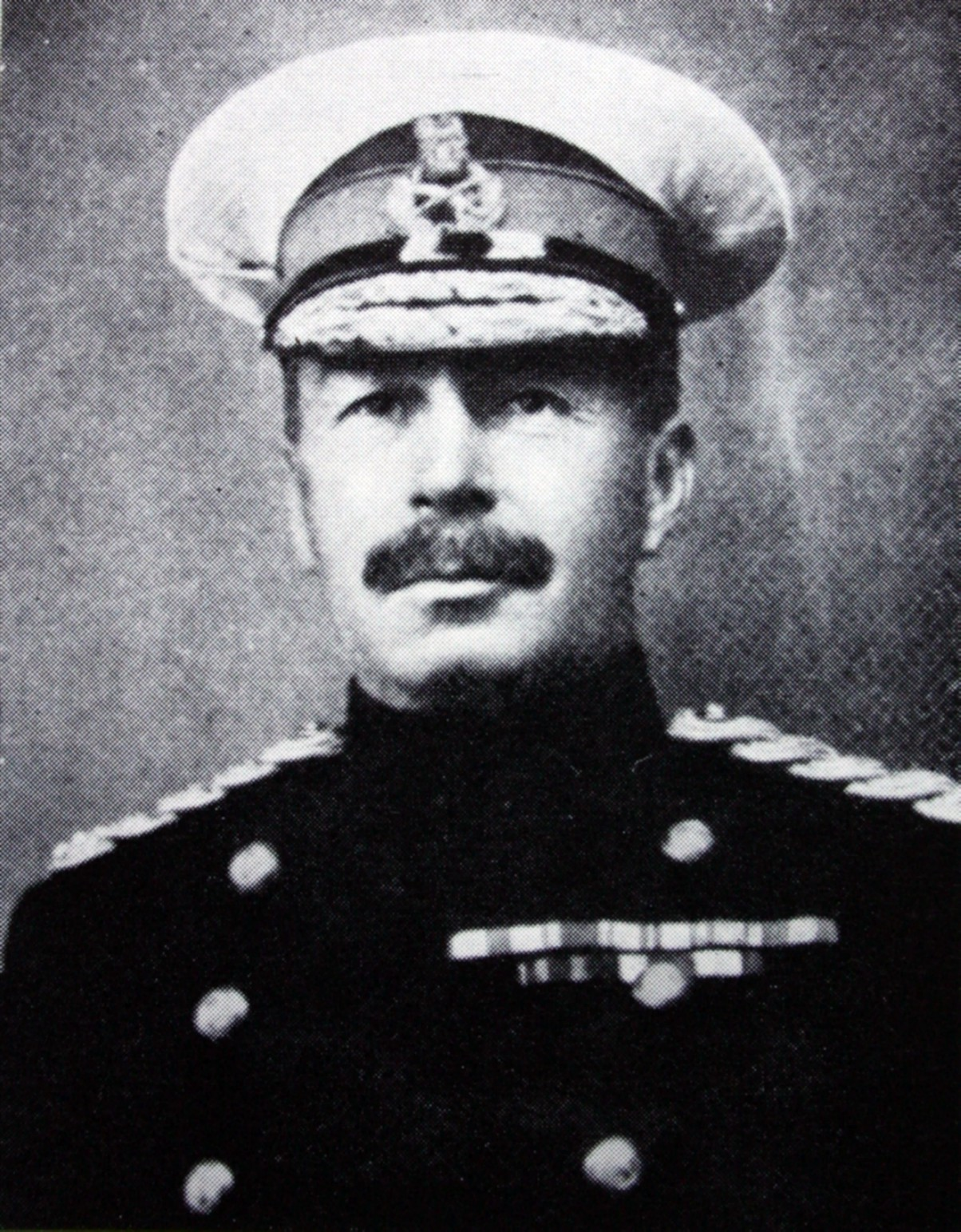
Le brigadier-général Henry Timson Lukin

Au début de la Première Guerre mondiale, le gouvernement britannique fit appel aux différents territoires du Commonwealth pour obtenir leur participation au conflit en hommes et en matériels.
C'est à la demande du gouvernement britannique de fournir des troupes supplémentaires pour servir sur d'autres théâtres d'opérations que l'Afrique australe, que la 1st South African Infantry Brigade fut créée pour combattre en Europe sous le commandement du brigadier-général Henry Timson Lukin. Cette brigade, comprenait quatre régiments : le 1er Régiment de la Province du Cap, le 2e Régiment du Natal et de l'État libre d'Orange, le 3e Régiment du Transvaal et de Rhodésie et le 4e Régiment écossais d'Afrique du Sud. Il comptait 160 officiers et 5 468 hommes du rang à son arrivée en Angleterre en novembre 1915. 
La brigade fut d'abord envoyée en Égypte. Aux côtés de forces impériales britanniques, elle prit part aux opérations contre les Sanoussi armés par les Ottomans. 
Après cette campagne, la brigade fut envoyée en France. Le 20 avril 1916, elle débarquait à Marseille pour rejoindre le front occidental.

### Bataille de la Somme (1916)
La bataille de la Somme, commencée le 1er juillet 1916, n'était au départ qu'une attaque de diversion pour déplacer des troupes allemandes du front français à Verdun qui subissait une importante pression.
La Bataille de la Somme débuta le 1er juillet et s'acheva dans la boue le 18 novembre 1916. En tant que composante de la 9e Division écossaise, la brigade d'infanterie sud-africaine entra dans la zone des combats le 2 juillet et, le 4, prenait position près de Montauban-de-Picardie. Le 8 juillet, des éléments de la brigade se trouvaient dans le bois Bernafay et soutenaient les attaques britanniques sur le bois des Troncs. En une semaine d'affrontements la brigade eut 537 hommes mis hors de combat.

#### Bataille du bois Delville

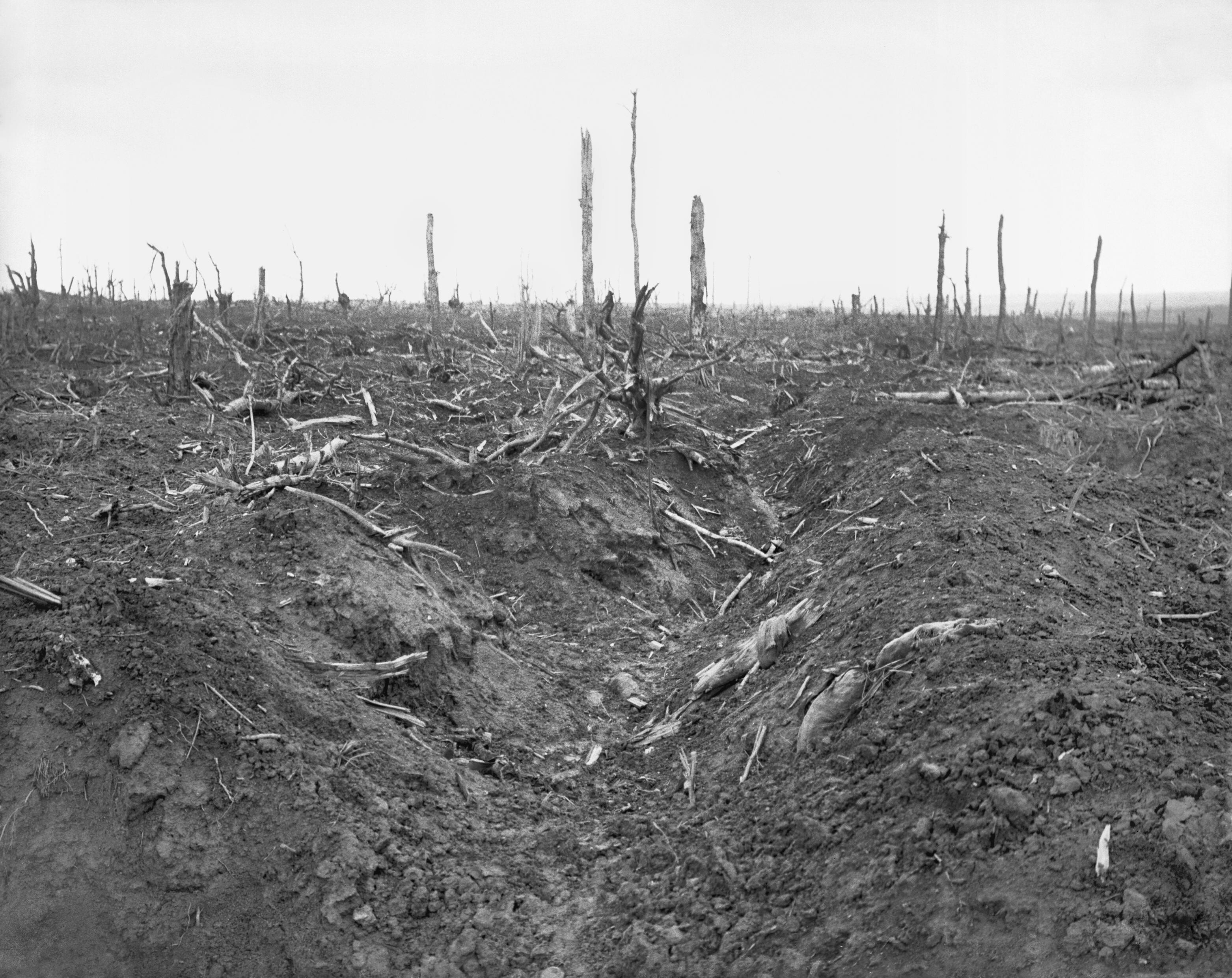
Tranchée allemande abandonnée au bois Delville.

Le 15 juillet 1916, la brigade, composée de 121 officiers et 3 032 hommes de troupe, reçut la mission de prendre et de tenir le bois Delville « à tout prix ». Durant six jours, les Sud-Africains luttèrent contre des unités du IVe Corps d'Armée allemand, coupés de l'arrière, dans le secteur de Longueval, au bois Delville appelé Devil Wood (bois du Diable) par les soldats. Surpassés en nombre et attaqués sur trois côtés par de très violents tirs d'artillerie (jusque 400 coups à la minute), pratiquement décimés, ils parvinrent après d'âpres combats allant jusqu'au corps à corps, à conserver une partie du bois. À la relève, le 20 juillet, seulement 142 hommes sortirent de ce qui restait du bois. Il ne restait plus que 780 hommes valides : 763 avaient été tués et 1 709 avaient été blessés parmi lesquels nombreux sont ceux qui devaient succomber dans les mois ou les années à venir,.

#### Butte de Warlencourt
En octobre 1916, la brigade fut de nouveau engagée dans la bataille de la Somme, à la Butte de Warlencourt, y subissant de nouveau des pertes élevées. 
En 1917, elle combattit à Arras et à Ypres.

### Bataille du Kaiser et Offensive des Cent-Jours
En mars 1918, durant l'offensive allemande, elle fut presque annihilée aux bois Gauche et de Marrières, dans la Somme. 
Les vestiges de la brigade luttèrent en avril et mai à Messines, Wytschaete et autour du Mont Kemmel. Ses effectifs sont réduits à la taille d'un bataillon, les survivants de la brigade prirent part à la prise de Meteren en juillet.
L'unité quitta finalement la 9e Division écossaise, fut reconstituée en Angleterre et rejoignit la 66e Division du Lancashire oriental, en septembre 1918.
Les pertes totales de la brigade furent d'environ 15 000 hommes dont 5 000 tués, soit presque 30 % de l'effectif d'origine.

## Le South African Native Labour Corps (SANLC)
90 000 Sud Africains noirs et métis furent engagés en Afrique du Sud pour des tâches de travail et de transport. Plus de 25 000 volontaires noirs servirent en France au sein du South African Native Labour Contingent (SANLC) pour fournir le soutien aux troupes combattantes. Beaucoup d'entre eux furent au contact des champs de bataille. La plupart, cependant, servirent dans les grands ports français, Le Havre, Rouen, Boulogne, Calais et Dunkerque, déchargeant des millions de tonnes de munitions et de ravitaillement indispensables à la poursuite de la guerre sur le front occidental.
Le 16 janvier 1917, Le Mendi, transportant des troupes, appareilla du Cap pour Le Havre transportant un contingent du SANLC de 802 soldats noirs, 5 officiers blancs et 17 sous-officiers. Le 21 février 1917, dans la brume du matin, un autre navire, Le Darro éperonna Le Mendi, qui coula en 25 minutes. 626 hommes du SANLC périrent dans ce naufrage.
Les pertes totales du SANLC en Europe s'élèvent à 1 120 hommes. 260 d'entre eux reposent dans le cimetière britannique d'Arques-la-Bataille, près de Dieppe, où l'Hôpital général du travail no 1 était installé.

## Lieux de mémoire
- Mémorial national sud-africain du bois Delville
- Cimetière militaire britannique d'Arques-la-Bataille
- Mémorial aux disparus en mer d'Hollybrook à Southampton.
- Monument devant les Union Buildings à Pretoria
- Monument à la bataille du bois Delville au Cap.